# Szénafű
Szénafű (románul: Fânațe), falu Romániában, Maros megyében.

## Története
Kisikland község része. A trianoni békeszerződésig Torda-Aranyos vármegye Marosludasi járásához tartozott.

## Népessége
2002-ben 5 lakosa volt, ebből 5 román nemzetiségű és ortodox hitű. 2011-re elnéptelenedett.